# Зграда породице Поповић-Пеци
Зграда породице Поповић-Пеци подигнута је  крајем 18. или почетком 19. века у главној улици Зрењанина, улици краља Александра I Карађорђевића, у оквиру Старог градског језгра, као Просторно културно-историјске целине од великог значаја.
Зграда је, у време када је подигнута, била једна од најмонументалнијих једноспратних грађевина зидана од тврдог материјала. Положај грађевине у раном развоју Бечкерека био је престижан. Изграђена је у непосредној близини Успенске цркве, српском делу града, у улици која је била нарочито значајна по многобројним занатским радњама. На основу масивне градње и величине, јасно је да је припадала неком богатом и угледном грађанину, неком ко је могао да обезбеди за оно време, амбициозну градњу а по свему судећи и добре мајсторе дунђере.
У лето 1807. године, даљи успон града зауставио је пожар великих размера у коме је скоро до темеља изгорео град, међутим, неколицина кућа је ипак избегла ватрену стихију међу којима је и ова кућа.
Зграда својим положајем чини чело уличног блока а основом се прилагођава старој наслеђеној регулацији улице. На грунтовној карти Великог Бечкерека из 1793. године на којој је детаљно приказано насеђе, јасно се види парцелација земље са уцртаним објектима. Током 18. века куће су се формирале на уским парцелама у низу блокова и биле су једноставнијих основа са једним крилом, мањих у габаритима, често изграђене од земље и бондрука. Kасније у 19. веку куће се граде сложенијих основа са унутрашњим двориштима, док су се парцеле у неким случајевима спајале. На угаоној парцели 604 налази се објекат сложене основе и габарита које одговарају дањашњој згради. Почетком 19. века власник је највероватније откупио и суседну парцелу 603 на којој је доградио правоугаони објекат уског прочеља који је постао интегрални део старог објекта са јединственим кровом. Доказ за ову тврдњу је и забатни зид у крову као и неједнака висина слемена која се може уочити са дворишне стране. Главна фасада старијег објекта симетрично је компонована са благо назначеним централним ризалитом.
Ентеријер је у већој мери очуван – дрвено степениште, столарија, решетке од кованог гвожђа, у неким просторијама патос итд.